# No Remorse (canción)
«No Remorse» (en español: «Sin remordimientos») es la octava canción del álbum de estudio debut titulado Kill 'Em All del grupo de thrash metal Metallica. Fue escrita por James Hetfield y Lars Ulrich. La canción contiene una variedad de cambios de tempo y riffs de guitarra. Es popular en los círculos de juego ya que en el juego Doom, la canción del primer nivel está basada en el riff del estribillo de esta canción. La canción habla sobre no sentir ningún remordimiento en una batalla durante una guerra mientras abunda el caos y se mata al enemigo.
Esta canción causó controversia en Estados Unidos ya que hubo un asesinato en el que mientras el culpable le disparaba a su víctima, cantaba esta canción, y cuando se le dictaba su condena, el hombre se levantó y cantó nuevamente la canción.

## Versiones
- Esta canción fue versionada por el grupo Cannibal Corpse en su álbum Gore Obsessed.
- Esta canción fue versionada por el grupo Diabolical en el álbum tributo a Metallica Metal Militia - A Tribute to Metallica III.
- Esta canción fue versionada por el grupo musical Death Omen en el álbum tributo a Metallica Phantom Lords - A Tribute to Metallica.

## Créditos
- James Hetfield: Voz y guitarra rítmica.
- Kirk Hammett: Guitarra líder.
- Cliff Burton: Bajo eléctrico.
- Lars Ulrich: Batería y percusión.